# Мікуловиці (Лодзинське воєводство)
Мікуловиці (пол. Mikułowice) — село в Польщі, у гміні Мнішкув Опочинського повіту Лодзинського воєводства.
Населення — 137 осіб (2011).
У 1975—1998 роках село належало до Пйотрковського воєводства.

## Демографія
Демографічна структура станом на 31 березня 2011 року:
|          | Загалом | Допрацездатний вік | Працездатний вік | Постпрацездатний вік |
| -------- | ------- | ------------------ | ---------------- | -------------------- |
| Чоловіки | 65      | 11                 | 46               | 8                    |
| Жінки    | 72      | 14                 | 40               | 18                   |
| Разом    | 137     | 25                 | 86               | 26                   |